# The Oath of Tsuru San
The Oath of Tsuru San è un cortometraggio muto del 1913 diretto da Lucius Henderson.

## Produzione
Il film fu prodotto dalla Majestic Motion Picture Company.

## Distribuzione
Distribuito dalla Mutual Film, il film - un cortometraggio in due bobine - uscì nelle sale cinematografiche statunitensi il 28 ottobre 1913.